# Кра (буква)
Kʼ, ĸ (кра) — буква расширенной латиницы, ранее использовавшаяся в языке калааллисут Гренландии, в настоящее время употребляющаяся только в диалекте нунатсиавуммиутут языка инуктитут.
Буква используется для обозначения глухого увулярного взрывного согласного [q]. При алфавитной сортировке поэтому считается, что она должна располагаться в алфавите после Q, а не K.
В 1973 году реформа правописания в Гренландии заменила кра на латинскую Q.
Строчная буква кра представлена в Юникоде в блоке Расширенная латиница — A (англ. Latin Extended-A) как U+0138 latin small letter kra. В качестве заглавной формы может использоваться Kʼ, латинская заглавная буква Κ с последующим апострофом (ʼ).

Кра, капительная K (если есть) и кириллическая строчная к, представленные в шрифтах: Arial, Times New Roman, Doulos SIL, Камбрия (гарнитура), Linux Libertine, Andron Mega Corpus, Adobe Minion (гарнитура)#Minion Pro, Courier New, и Consolas. Во втором ряду: те же шрифты в курсивном начертании.

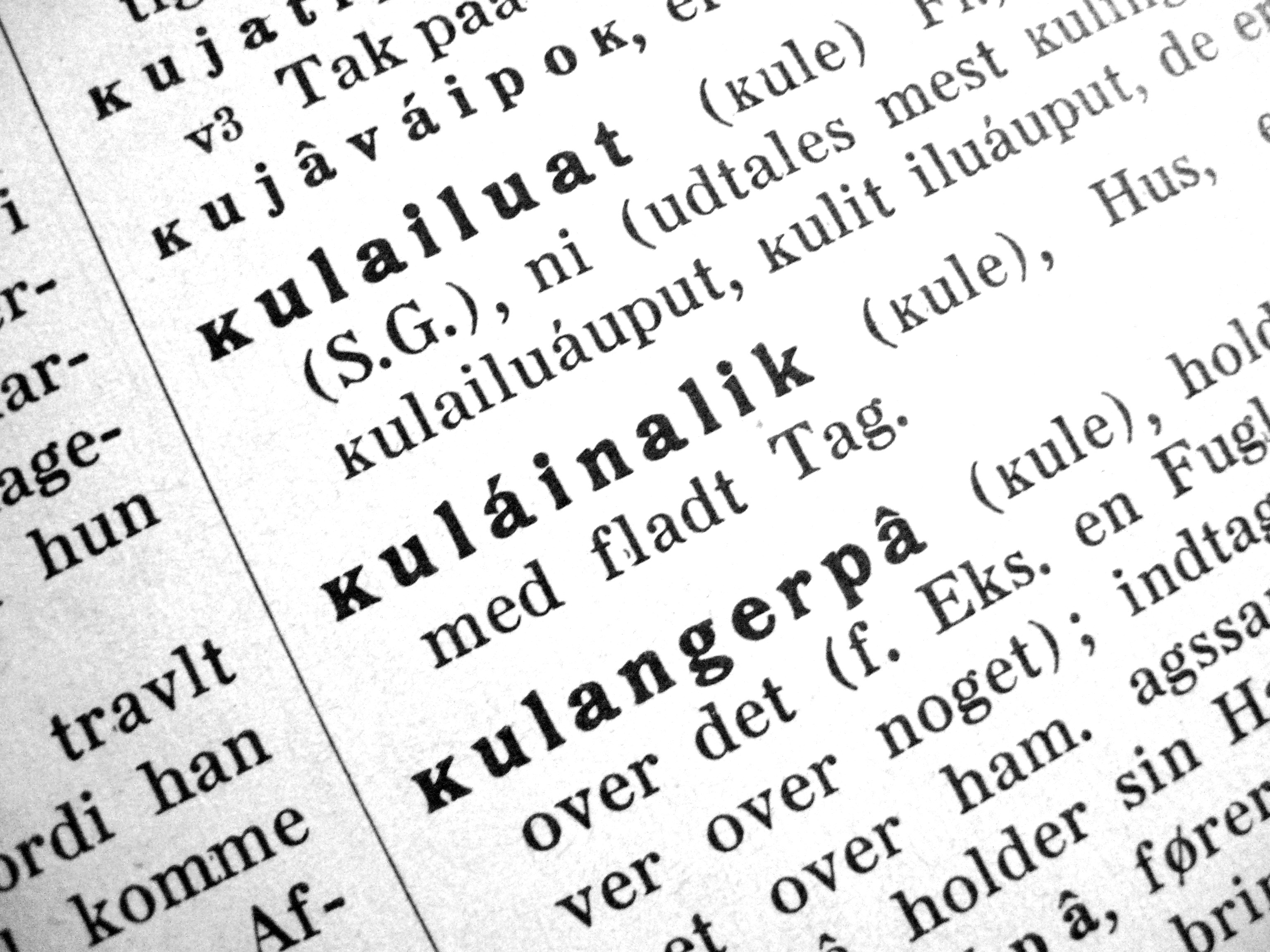
Кра в гренландско-датском словаре 1926 года

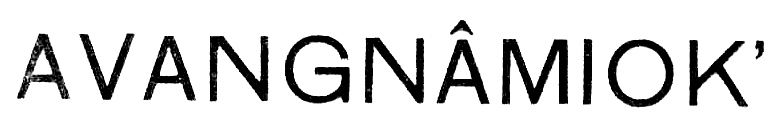
Avangnâmioĸ — заголовок гренландского периодического издания, выпускаемого с 1957 года, с представленной заглавной формой буквы ĸ как Kʼ